# Esclave énergétique
L’esclave énergétique est une unité d'énergie comparant une consommation d'énergie annuelle avec un équivalent de production mécanique et calorifique qu'un humain adulte en bonne santé pourrait produire en un an. Cette notion permet de comparer la productivité des « outils » utilisés dans une société industrialisée, fonctionnant généralement grâce aux énergies fossiles, par rapport au nombre de travailleurs ou d'esclaves nécessaires en l'absence de ces outils.

## Historique

### Prémices

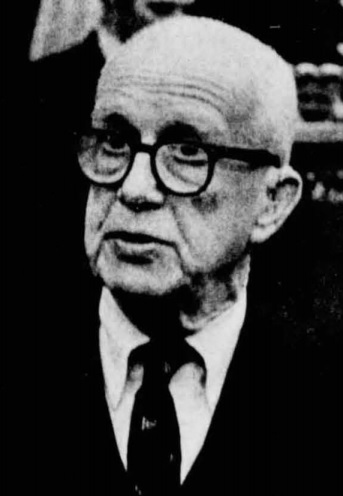
L'Américain Richard Buckminster Fuller est le premier à utiliser la notion d'esclave énergétique en 1940.

La notion d'esclaves énergétiques a été sous-entendue par Oscar Wilde dans L’Âme humaine sous le régime socialiste lorsqu'il compare la machine à vapeur avec l'esclavage.
Dans la deuxième partie du XIXe siècle, durant le processus d'industrialisation de l'Occident, la part de plus en plus importante jouée par les énergies fossiles a redéfini les notions de travail et d'énergie : le travail n'est plus uniquement humain, mais devient un mouvement produisant de la force, grâce à de l'énergie. Les différences s'estompent entre les travailleurs humains et les objets inanimés tels qu'un bloc de charbon, puisque tous deux permettent de créer du travail.
Dès 1827, un propriétaire d'esclaves en Guyane britannique tente d'estimer la valeur du travail fourni par un esclave en comparaison de celle fournie par une machine à vapeur. Pour Bob Johnson, c'est le début d'une réflexion sur l'abstraction du travail, sa possibilité de le réduire à une simple mesure standardisée. Dans les années 1820, le concept de manpower émerge : c'est la puissance fournie par un humain (un peu comme le cheval-vapeur, unité mesurant la puissance fournie par un cheval).
En 1930, l'entreprise Westinghouse crée un automate ressemblant à un Afro-américain, le premier esclave mécanique (appelé mechanical negro). Ce robot peut accomplir des tâches simples (balayer, s'asseoir, etc.) et rencontre un grand succès. Pour Bob Johnson, il donne un visage humain à l'énergie mécanique — alors que les machines industrielles n'ont ni visage, ni sentiments.

### Développement du concept
En 1940, Richard Buckminster Fuller est le premier à utiliser le terme energy slave dans une carte du magazine Fortune. Il calcule le rendement d'un esclave énergétique en prenant l'énergie issue des minéraux et de l'eau consommée par l'industrie et en la divisant par l'énergie fournie par un être humain. Pour une population mondiale d'un peu plus de deux milliards d'habitants, Fuller estime qu'il y a à l'époque trente-six milliards d'esclaves énergétiques, soit 17 par habitant. En 1940, ces esclaves énergétiques ne sont pas répartis équitablement sur la planète : les États-Unis en possèdent vingt milliards (54 % du total mondial). En 1950, Fuller revoit ses calculs à la hausse et estime qu'en moyenne, chaque humain détient 38 esclaves énergétiques.
En 1963, Alfred René Ubbelohde utilise également cette notion dans son ouvrage Man and Energy. En Allemagne, le physicien Hans-Peter Dürr emploie ce concept. Le terme est également utilisé dans un ouvrage de 1975 et s'est popularisé dans la littérature scientifique.
En Suisse, en 2001, une exposition présente une définition vulgarisée des « esclaves énergétiques » sur la base des travaux menés par Tourane Corbière-Nicollier sous la tutelle d'Olivier Joillet du laboratoire EPFL-GECOS à Lausanne. La définition donnée est : « L'esclave énergétique est une unité de mesure qui permet de mieux comprendre et évaluer les conséquences de nos choix de vie. Un esclave énergétique travaille pour produire de l'énergie 24h sur 24. Il dégage une puissance moyenne de 100 W (soit 875 kWh/an). »[réf. nécessaire]

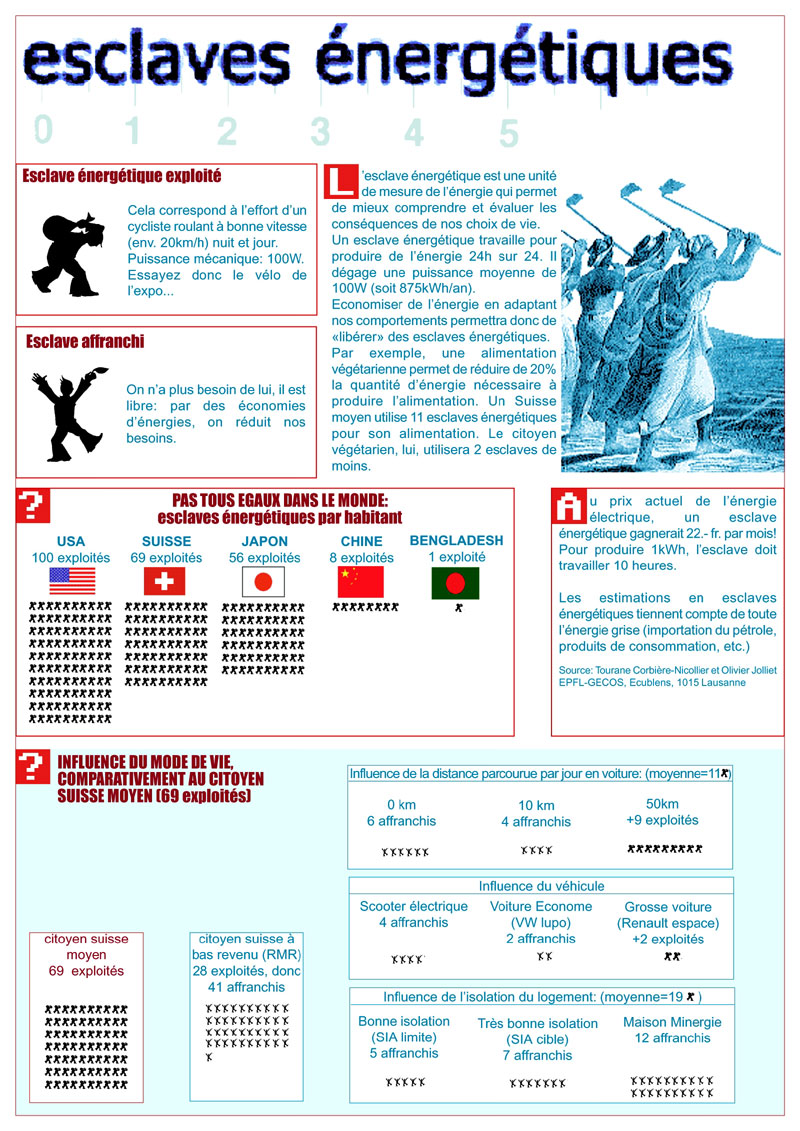
Esclaves énergétiques (poster suisse de 2001).

En France, le terme esclave énergétique est employé par Jean-Marc Jancovici et a été étudié par l'historien Jean-François Mouhot. Les résultats de Jean-Marc Jancovici sont résumés dans le tableau ci-dessous.
|                          | Esclaves |
| Transports               | 22       |
| Agriculture              | 23       |
| Industrie                | 145      |
| Résidentiel et tertiaire | 237      |
| TOTAL                    | 427      |

Il en tire la conclusion suivante: « ce n’est pas seulement le mode de vie de M. Dassault ou de la Reine d’Angleterre qui est devenu non durable si nous nous mettons sur le terrain de la physique, mais bien celui de chacun(e) d’entre nous, ouvrier(e)s d’usine, agents de nettoyage et caissier(e)s de supermarché compris ». Toutefois, selon Hervé Kempf de Reporterre, eu égard aux inégalités qui s'accroissent, « le problème face au changement climatique n’est pas un problème démocratique, mais oligarchique ».